# Hanna Rumowska-Machnikowska
Hanna Rumowska-Machnikowska (ur. 15 maja 1934 w Warszawie, zm. 28 kwietnia 2014 tamże) – polska śpiewaczka operowa, sopran. 

## Życiorys
Nauki śpiewu pobierała u Wiktora Brégy'ego. Od 1959 była solistką Opery Warszawskiej, w 1960 została laureatką Grand Prix 7. Międzynarodowego Konkursu Wokalnego w Tuluzie. W późniejszym czasie związała się ze sceną Teatru Wielkiego, wielokrotnie występowała gościnnie na scenach operowych świata. Zasłynęła tytułowymi partiami w Aidzie Giuseppe Verdiego, Elektrze Richarda Straussa, Halce Stanisława Moniuszki, także arią Senty w Holendrze tułaczu Richarda Wagnera, Lizy w Damie pikowej Piotra Czajkowskiego, Maryny w Borysie Godunowie Modesta Musorgskiego.
Pochowana na cmentarzu Powązkowskim w Warszawie.

## Nagrody
- Nagroda MKiS II st. w dziedzinie muzyki (1989);
- Statuetka Ariona, przyznawana przez Sekcję Teatrów Muzycznych ZASP-u z okazji Dnia Artysty Śpiewaka (2000)[6]

## Odznaczenia[7]
- Krzyż Oficerski Orderu Odrodzenia Polski
- Krzyż Kawalerski Orderu Odrodzenia Polski
- Złoty Krzyż Zasługi